# آتشفشان اتلسوف
آتشفشان اتلسوف (انگلیسی: Atlasov) یک کوه آتشفشانی در شبه‌جزیره کامچاتکای کشور روسیه است.